# تران داي كوانغ
تران داي كوانغ، من مواليد 12 أكتوبر 1956 في محافظة ننه بنه، هو سياسي فيتنامي.
درس في أكاديمية الشرطة، ثم مدرسة اللغات الأجنبية التابعة لوزارة الشؤون الثقافية في السبعينات. عمل بعد ذلك في عدة مناصب في وزارة الداخلية. درس في جامعة القانون بهانوي من 1991 إلى 1994، ثم الإدارة العامة بالأكاديمية الوطنية للعلوم السياسية بمدينة هو تشي مينه من عام 1994 إلى عام 1997. عضو في الحزب الشيوعي، تم تعيينه عام 2003 نائبا لمدير الأمن العام في وزارة الأمن العام، مع رتبة لواء. وفي عام 2007، تمت ترقيته إلى رتبة فريق ونائب وزير السلامة العامة. في عام 2009، حاز على درجة الدكتوراه، وأضحى أستاذًا جامعيًّا. وفي العام نفسه أصبح عضوا في اللجنة المركزية للحزب الشيوعي. في 2 أبريل 2016، تم انتخابه من قبل البرلمان (460 صوتا من أصل 465) رئيسًا للدولة.

## وفاته
قال التلفزيون الفيتنامي إن تران داي كوانغ توفي صباح الجمعة 21 سبتمبر 2018 في المستشفى بعد معاناته من “مرض خطير”. وأوضح المصدر أن الرئيس توفي في مستشفى عسكري بالعاصمة هانوي “بالرغم من جهود الأطباء المحليين والدوليين” لعلاجه عن عمر يناهز 61 عاما.
وقد أعلن رئيس دائرة الصحة المركزية في فيتنام، نغوين كووك تشيو، أن رئيس فيتنام، تران داي كوانغ، الذي توفي صباح اليوم الجمعة، كان يعاني من مرض فيروسي نادر منذ يوليو عام 2017، ولا يوجد دواء ضده في العالم حتى اليوم، وكان يتلقى العلاج ليس في وطنه فحسب، بل زار اليابان أيضا لهذا الهدف 6 مرات، لكن جهود كل الأطباء المحليين والأجانب كانت فاشلة، الأمر الذي أدى إلى تقدم المرض.

## روابط خارجية
- تران داي كوانغ على موقع مونزينجر (الألمانية)